# Mangonia Park
Mangonia Park és una població dels Estats Units a l'estat de Florida. Segons el cens del 2000 tenia 1.283 habitants.

## Demografia
Segons el cens del 2000, Mangonia Park tenia 1.283 habitants, 443 habitatges, i 322 famílies. La densitat de població era de 697,7 habitants/km².
Dels 443 habitatges en un 39,3% hi vivien nens de menys de 18 anys, en un 34,1% hi vivien parelles casades, en un 30,5% dones solteres, i en un 27,3% no eren unitats familiars. En el 17,8% dels habitatges hi vivien persones soles el 4,5% de les quals corresponia a persones de 65 anys o més que vivien soles. El nombre mitjà de persones vivint en cada habitatge era de 2,9 i el nombre mitjà de persones que vivien en cada família era de 3,2.
Per edats la població es repartia de la següent manera: un 31,3% tenia menys de 18 anys, un 9,4% entre 18 i 24, un 31,3% entre 25 i 44, un 20,1% de 45 a 60 i un 7,9% 65 anys o més.
L'edat mediana era de 32 anys. Per cada 100 dones de 18 o més anys hi havia 89,1 homes.
La renda mediana per habitatge era de 35.865 $ i la renda mediana per família de 34.688 $. Els homes tenien una renda mediana de 21.083 $ mentre que les dones 24.750 $. La renda per capita de la població era de 14.864 $. Entorn del 16,7% de les famílies i el 19,2% de la població estaven per davall del llindar de pobresa.

## Poblacions més properes
El següent diagrama mostra les poblacions més properes.